# La donna e il burattino
La donna e il burattino (La donna e il fantoccio nell'edizione italiana BUR) è un romanzo scritto dall'autore francese Pierre Louÿs e pubblicato per la prima volta nel 1898; deriva da un racconto intitolato "L'Andalouse" di due anni precedente.
La storia raccontata non è autobiografica, ma diverse scene presenti nel libro si riferiscono e ispirano a viaggi compiuti dall'autore (in particolare per quanto riguarda gli episodi della tempesta di neve sui Pirenei, del litigio avvenuto con uno zingaro, del carnevale festeggiato a Siviglia e dell'incontro avvenuto con una prostituta londinese da parte di Giacomo Casanova).

## Trama
Durante il carnevale che si sta svolgendo a Siviglia il francese André Stévenol si innamora perdutamente della giovane e bella andalusa Conception Perez, una donna già sposata; dopo essersi scambiati un velocissimo segno di intesa cercano il modo per potersi incontrare nuovamente il più presto possibile. L'uomo confessa in seguito la sua passione all'amico don Mateo Diaz, il quale però cerca - del tutto inutilmente - di metterlo in guardia dal rischio di diventare un burattino nelle mani di una donna.
Mateo ammette di averci provato anche lui con la stessa donna; comincia così a raccontare la propria storia affermando di essere stato manipolato a sue spese dalla bella. Mateo, non volendo però essere un burattino nelle mani di lei, finisce per consolarsi tra le braccia di un'italiana. A questo punto però, dopo averlo schernito, Conception accetta di passare la notte con lui, dimostrando al contempo una gelosia morbosa.
Per liberarsi da lei Mateo fugge in Marocco. Messo così sull'avviso dall'amico André, incrociatosi per la strada con la donna accetta comunque di salire sulla sua auto; passata la notte insieme, decide di seguire il nuovo amante in Francia. Ma ecco che Mateo invia alla donna una lettera pregandola di riprenderlo con sé.

## Adattamenti cinematografici
- La donna e il burattino (The Woman and the Puppet), diretto da Reginald Barker (1920)
- Conchita (La femme et le pantin), diretto da Jacques de Baroncelli (1929)
- Capriccio spagnolo (The Devil Is a Woman), diretto da Josef von Sternberg (1935)
- Laabet el sitt, diretto da Wali Eddine Sameh (1946)
- Femmina (La femme et le pantin), diretto da Julien Duvivier (1959)
- Quell'oscuro oggetto del desiderio (Cet obscur objet du désir), diretto da Luis Buñuel (1977)